# Асланов, Эльнур Искендер оглы
Эльнур Искендер оглы Асланов (азерб. Elnur İskəndər oğlu Aslanov; 2 января 1983, Сумгаит — 2 июня 2012, Сумгаит) — азербайджанский борец вольного стиля. Участник Олимпийских игр. Чемпион Азербайджана 2007 года. Тренер.

## Карьера
В августе 2004 года на Олимпийских играх в Афинах провёл две схватки, в которых уступил Юсупу Абдусаломову из Таджикистана и Даниэлю Игали из Канады. В феврале 2007 года участвовал на международном турнире в Киеве. В июле 2007 года на традиционном турнире в Грузии стал серебряным призёром. В августе 2007 года стал бронзовым призёром мемориалом Циолковского в Польше. В сентябре 2007 года, проиграв в спарринг-схватке натурализованному легионеру Чамсулваре Чамсулвараеву, не поехал на чемпионат мира в Баку. В ноябре 2007 года принимал участие на международном турнире во Франции. В феврале 2009 года принимал участие на турнире памяти Яшара Догу в Анкаре. После окончания спортивной карьеры работал тренером молодёжной сборной команды Азербайджана по вольной борьбе.

## Спортивные результаты
- Чемпионат Европы по борьбе среди кадетов 2000 — 18;
- Чемпионат мира по борьбе среди юниоров 2001 — 17;
- Чемпионат Европы по борьбе среди юниоров 2002 — ;
- Чемпионат мира по борьбе 2003 — 9;
- Чемпионат Европы по борьбе 2004 — 18;
- Олимпийские игры 2004 — 15;
- Чемпионат Европы по борьбе 2006 — 20;
- Чемпионат мира по борьбе 2006 — 31;
- Чемпионат Азербайджана по борьбе 2007 — ;

## Смерть
2 июня 2012 года в Сумгаите не справившись с управлением на автомобиле марки «ВАЗ-2115» врезался в забор по улице Сахиля. В результате аварии Асланов, а также находившиеся в машине два пассажира - жители города Сумгаит погибли на месте. Ещё один госпитализирован в больницу с различными травмами.